# Astràgal (arquitectura)

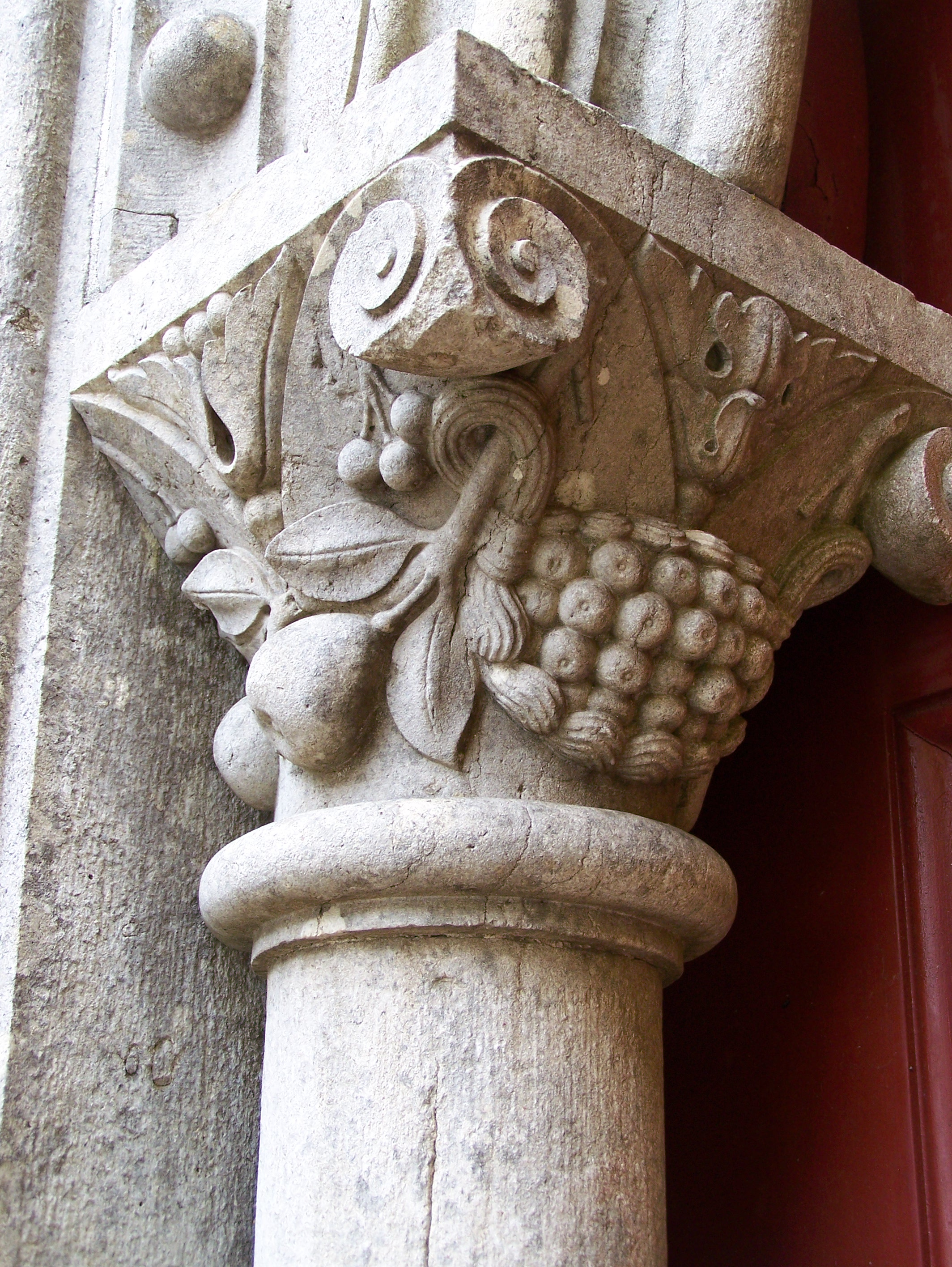
Capitell amb astràgal en la seva base. No té apòfige.

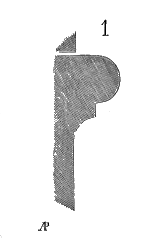
Secció d'un astràgal com a part d'una columna d'ordre jònic.
El bordó és el semicercle uperior; el filet és l'acabatall escairat de baix; la apòfige és la curvatura que el connecta amb el fust.

L'astràgal (mot provinent del Llatí astragalus, i aquest del grec αστράγαλος, "os del peu") és un element decoratiu, una combinació de tres motllures petites: apòfige, filet i bordó. Marca l'inici del capitell en tots els ordres clàssics. També apareix per a marcar un fris en els pedestals jònic, corinti i compost.
Consistent en dos discos units per mitjà d'un element similar a l'osset del tars posterior de les cabres i les ovelles. Per extensió, també és una motllura de secció semicircular convexa, decorada amb discos de perfil separats per formes ovoides, perles o ovals, situada en la part superior del fust, sobre la qual s'assenteixi el capitell.
Segons Vitruvi, motllura o anell que decora la columna en la basa i el capitell. Característic de l'ordre jònic, apareix en el dòric a partir de l'època romana.
Els astràgals es designen amb el nom de rosari quan en comptes de ser isolats formen una sèrie de peces de forma rodona o oblongada. Es diu igualment astràgal la motllura que es corre en la vora superior dels graons.